# Aristón de Atenas
Aristón de Atenas o Aristón de Colito (s. V a. C.) fue un griego natural de la Antigua Atenas, padre del filósofo Platón, y descendiente de Codro y Melanto, reyes míticos de Atenas y Mesenia, respectivamente.

## Biografía
Aristón nació en el seno de una familia aristocrática de la Antigua Atenas (Grecia), en el siglo V a. C., descendiendo de personalidades como Codro y Melanto.
Contrajo matrimonio con Perictione, descendiente de Solón. Con ella engendró a cuatro hijos: Adimanto de Colito, Glaucón, Platón y Potone.
Murió cuando Platón todavía era un niño y, tras esto, Perictione se volvió a casar con Pirilampes, amigo del político ateniense Pericles.